# Onderscheidingskruis van de Heilige Apostelgelijke Vorstin Olga
Het Onderscheidingskruis van de Heilige Apostelgelijke Vorstin Olga (Russisch: Знак отличия Святой Равноапостольной Княгини Ольги) is een in 1915 door tsaar Nicolaas II ingestelde damesorde die als gevolg van de Russische Revolutie in onbruik is geraakt. De orde werd uitgereikt aan vrouwen overeenkomstig hun bijzondere verdiensten jegens de medemens in staatsdienst en voor de maatschappij. De orde is vernoemd naar de Heilige Apostelgelijke Vorstin Olga van Kiev.
Dit kruis mag niet verward worden met de Oekraïense Orde van Vorstin Olha of de door de Russisch-orthodoxe kerk ingestelde Orde van de Heilige Apostelgelijke Vorstin Olga.

## Geschiedenis
De aankondiging van de onderscheiding viel samen met de officiële verjaardag van het Huis Romanov in 1913; de onderscheiding werd later vernoemd naar de heilige Olga van Kiev (ca. 890-969), die onder degenen was die het christendom voor het eerst predikten aan de inwoners van het Kievse Rijk. Op 11 juli 1915 werd de onderscheiding officieel goedgekeurd.
In de onderscheiding zouden de data van de verjaardag van het Romanov-rijk worden gegraveerd: "februari, 21ste dag, 1613-1913." Er werden drie graden van verdienste onderscheiden:
- Graad een - Een goud en lichtblauw geëmailleerd Byzantijns kruis, gedragen op de linkerschouder en opgehangen aan een witte boog.
- Graad twee - Een zilver en lichtblauw geëmailleerd Byzantijns kruis, gedragen op de linkerschouder, opgehangen aan een witte boog.
- Graad drie - Een kleiner effen zilveren Byzantijns kruis, gedragen op de linkerschouder, opgehangen aan een witte strik.

Volgens de naamregels voor de onderscheiding zou deze slechts twee keer per jaar worden uitgereikt: 23 april, de geboortedag van keizerin Alexandra Fjodorovna; en 14 november, de geboortedag van de keizerin-weduwe Maria Fjodorovna.
De regels en bureaucratische vertragingen bij de invoering van de onderscheiding hadden tot gevolg dat deze slechts één keer werd toegekend, in de tweede graad, tijdens Wereldoorlog I. De ontvanger was Vera Nikolajevna Panajeva (Russisch: Вера Николаевна Панаева), de Russische weduwe van kolonel Arkadij Aleksandrovitsj Panajev (1822-1889), die in de oorlog drie zonen had verloren. Ze ontving een levenslang pensioen van 3000 roebel en stierf in 1923.

## Benaming
Hoewel de onderscheiding werd vertaald als "De Orde van Sint Olga" (Орденом Святой Ольги), kreeg deze niet die specifieke naam of aanduiding; in plaats daarvan is de officiële aanduiding "Het insigne van de heilige prinses Olga" (Знак отличия Святой Равноапостольной Княгини Ольги).

## Gerelateerde onderscheidingen
Momenteel kent het Patriarchaat van Moskou een Orde van Sint Olga, gelijke-van-de-apostelen toe als onderscheiding voor vrouwen. De eerste graad van deze order wordt alleen toegekend aan vrouwen die staatshoofd zijn. De eerste vrouw die deze onderscheiding ontving, was Vaira Vike-Freiberga, de president van Letland.
Oekraïne heeft in 1997 ook een Orde van Vorstin Olha gecreëerd.
Er bestond ook een Orde van Sint Olga en Sint Sophia  toegekend door het Koninkrijk Griekenland, in vier klassen:
- Grootkruis - met sjerp en ster
- Tweede klasse - met boog en ster
- Derde klasse - met boog
- Vierde klasse - met boog

Eredame in de Huisorde van Oranje ·
Prinsessenkruis van de Huisorde van Albrecht de Beer ·
Theresia-orde ·
Sint-Elisabeth-orde ·
Sint Anna-orde ·
Dames van Rougemont ·
Sidonia-orde ·
Bulgaarse Orde van de liefdadigheid ·
Orde van de Perfecte Vriendschap ·
Orde van de Rechtschapenheid ·
Orde van de Slavinnen van de Deugd ·
Elisabeth-orde ·
Moederkruis ·
Orde van Sint-Olga en Sint-Sophia ·
Orde voor Goede Daden ·
Koninklijke Victoria en Albert-orde ·
Keizerlijke Orde van de Kroon van Indië ·
Koninklijke Orde van het Rode Kruis ·
Orde van de Kostbare Kroon ·
Orde van het Sterrenkruis ·
Orde van de Zon ·
Orde van de Pleiaden ·
Louisen-Orde ·
Herinneringskruis voor Dames ·
Orde van de Heilige Catharina ·
Sidonia-orde ·
Damesorde van de Doodskop ·
Ereteken van Anna-Luise ·
Orde van Liefdadigheid ·
Olga-orde ·
Orde van Vorstin Olha ·
Onderscheidingskruis van de Heilige Apostelgelijke Vorstin Olga
Zie voor meer damesorden en onderscheidingen: De Lijst van Damesorden
Orde van Sint-Andreas de Eerstgeroepene ·
Orde van de Heilige Catharina ·
Sint-Jorisorde ·
Orde van Sint-Anna ·
Alexander Nevski-orde ·
Orde van de Witte Adelaar (Polen) ·
Orde van Sint-Stanislaus ·
Orde van Sint-Vladimir ·
Herdenkingsdecoratie voor het 300-jarig bestaan van de Romanov-dynastie ·
Orde van het Rode Kruis voor Vrouwen en Meisjes ·
Soevereine Militaire Hospitaalorde van Sint-Jan van Jeruzalem en Malta in Rusland ·
Held van de Arbeid (1922) ·
Orde van de Rode Vlag van de Arbeid ·
Leninorde ·
Leninprijs ·
Held van de Sovjet-Unie ·
Gouden Ster ·
Orde van de Oktoberrevolutie ·
Ereteken van de Sovjet-Unie ·
Orde van de Glorie van de Arbeid ·
Orde van de Rode Banier ·
Held van de Socialistische Arbeid ·
Moeder-Heldin .
Heldenstad ·
Meester in de sport ·
Orde van de Vriendschap ·
Orde van de Vaderlandse Oorlog ·
Orde van de Eer ·
Orde van de Glorie ·
Orde van Nachimov ·
Orde van Koetoezov ·
Orde van Oesjakov ·
Orde van Soevorov ·
Orde van Bogdan Chmelnitski ·
Orde van de Rode Ster ·
Orde van de Heilige Aartsengel Michaël ·
Onderscheidingskruis van de Heilige Apostelgelijke Vorstin Olga ·
Orde van Sint-Nicolaas de Wonderdoener
Zie ook: Ridderorden in Rusland · Orden van de Sovjetrepublieken · Orden van de Sovjet-Unie · Medailles van de Sovjet-Unie